# Anastasius III.
Anastasius III. (??, Řím – 913, Řím) byl papežem od roku 911 až do své smrti. Byl rodilým Římanem a údajně nelegitimním synem svého předchůdce Sergia III. (904–911).

## Život
O papeži Anastasiovi III. nejsou prakticky žádné záznamy, jeho pontifikát spadal do období, kdy Řím a papežský stolec ovládal Theofylakt a jeho žena Marozie, kteří schválili jeho kandidaturu.

## Odkazy

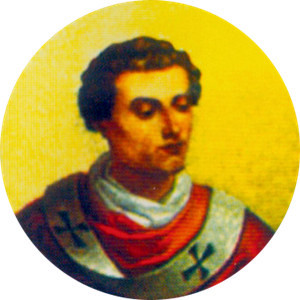
Portrét papeže Anastasia III. v bazilice sv. Pavla za hradbami